# Bok-globula

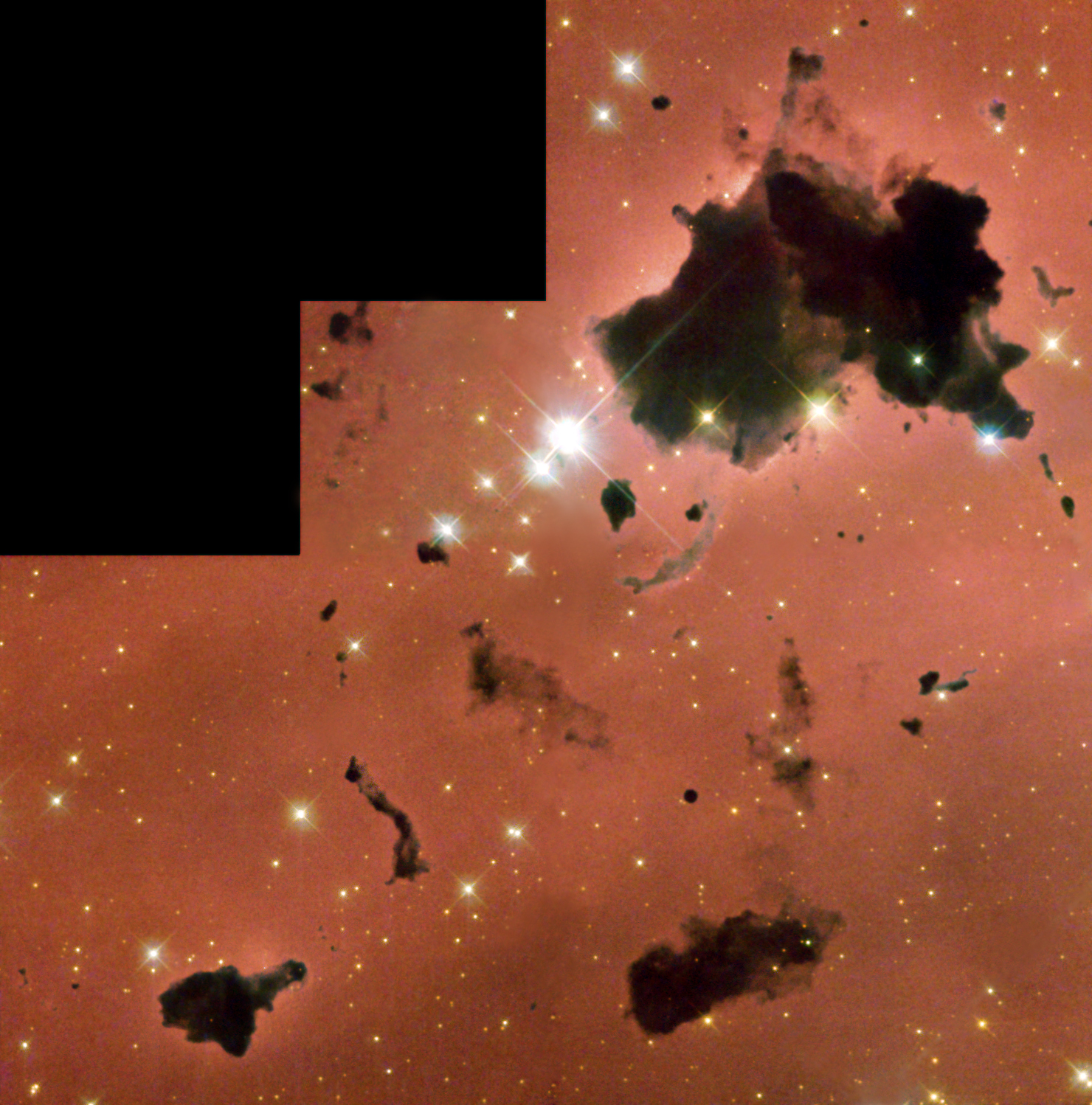
Bok-globulák és fiatal csillagok az IC 2944 emissziós ködben

A Bok-globulák csillagközi anyagból álló sötét ködök, melyekben csillagkeletkezés zajlik. A csillagközi anyag gravitációs összehúzódásával jönnek létre, amit gyakran segíthet más csillagok sugárnyomása vagy szupernóvák keltette lökéshullámfront. A Bok-globulák 10-50 naptömegűek, és egy fényévnél általában kisebb átmérőjűek. Amikor a globula belsejében születő csillag a magjában beinduló magfúzió miatt elkezd sugározni, a sugárnyomás a globula csillagba be nem épült maradékát elfújja a közelből, és a csillag láthatóvá válik.
A Bok-globulákat Bart Bok fedezte fel az 1940-es években. 1947-ben E. F. Reillyvel publikált cikkükben már feltételezték, hogy ezekben az objektumokban zajlik a csillagok keletkezése, de az elméletet bizonyítani nagyon nehéz volt, mert a látható fényben nem lehetett a globulákba belátni. Az 1990-es évektől azonban az infravörös sugárzásuk alapján ki tudták mutatni a bennük keletkező csillagokat, később a csillagkeletkezés egyéb jellegzetes kísérőjelenségeit is kimutatták, például a Herbig-Haro objektumokat.